# Andreas Scholl (Sänger)

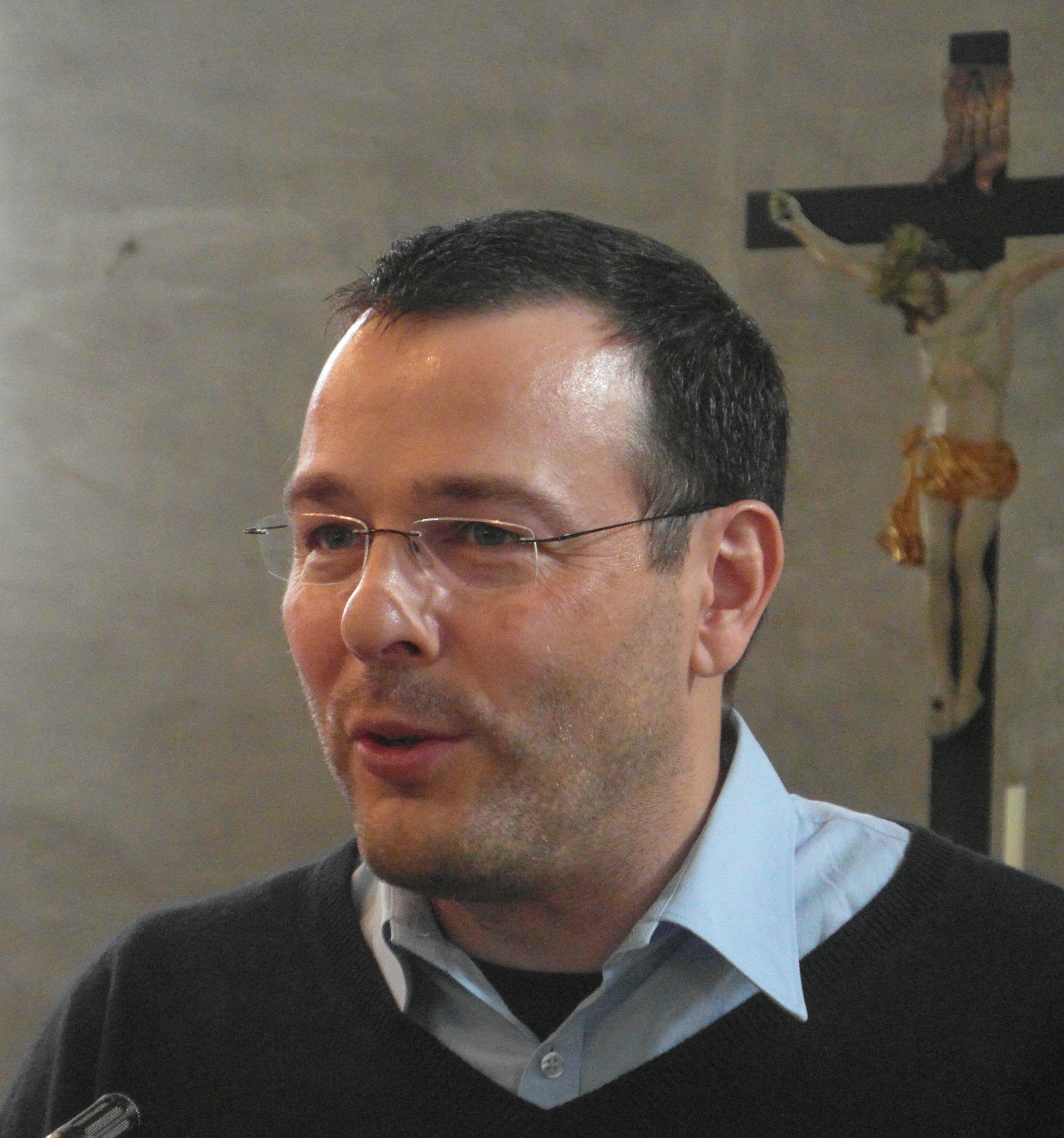
Andreas Scholl (2013)

Andreas Scholl (* 10. November 1967 in Eltville am Rhein) ist ein deutscher Opernsänger (Countertenor). Der musikalische Schwerpunkt seines Repertoires liegt in der Barockmusik. Er war 2005 der erste Countertenor-Solist bei der Last Night of the Proms in London und trat 2006 und 2011 an der Metropolitan Opera auf.

## Leben
Andreas Scholl stammt aus einer musikalischen Familie. Sein Vater und seine Mutter Wilma Scholl waren Chorsänger in Kiedrich, seine Schwester Elisabeth Scholl ist Sopranistin. Seine erste Musikausbildung erhielt er als Sänger der Kiedricher Chorbuben. Mit 13 Jahren trat er im Staatstheater Wiesbaden als 2. Knabe in Mozarts Oper Die Zauberflöte auf, während seine Schwester Elisabeth den 1. Knaben sang.
Von 1987 bis 1993 studierte er bei Richard Levitt und René Jacobs an der Schola Cantorum Basiliensis, wo er ein Diplom für Alte Musik erhielt. Über den Unterricht bei Jacobs sagt er: „Nach der Stunde bei René Jacobs bin ich immer geschwebt. Ich dachte, jetzt hat mir jemand eine Tür aufgemacht, ich weiß wieder was Neues.“ 1992 wurde er als Laureat des Conseil de l’Europe und der Fondation Claude Nicolas Ledoux ausgezeichnet; darüber hinaus erhielt er Preise von der Ernst Göhner Stiftung und der Association Migros.
Scholl lehrte Gesang an der Schola Cantorum Basiliensis. Zu seinen Schülern zählte Patrick Van Goethem. Seit Oktober 2019 ist er Professor für Gesang am Mozarteum in Salzburg. Er ist den Niederlanden eng verbunden und spricht fließend Niederländisch.
Seit August 2012 ist er mit der israelischen Pianistin und Cembalistin Tamar Halperin verheiratet.

### Oper
Andreas Scholl verkörpert viele Rollen, die für den Kastraten Senesino geschrieben wurden. Dazu zählt sein Operndebüt 1998, die Rolle des Bertarido in Händels Rodelinda, aufgeführt beim Glyndebourne Festival unter Leitung von William Christie (1998, 1999, 2002). Er sang die Rolle auch an der Metropolitan Opera, 2006 mit Renée Fleming in der Titelrolle, Kobie van Rensburg, geleitet von Patrick Summers, wieder aufgenommen 2011. Scholl verkörperte die Titelrolle in Händels Giulio Cesare in Det Kongelige Teater (2002, 2005), in Paris (2007) und Lausanne (2008). 2008 übernahm er die Rolle des Arsace in Händels Partenope an Det Kongelige Teater, geleitet von Lars Ulrik Mortensen. 2010 sang er die Titelrolle Giulio Cesare in der Salle Pleyel an der Seite von Cecilia Bartoli mit Les Arts Florissants unter William Christie.

### Konzert

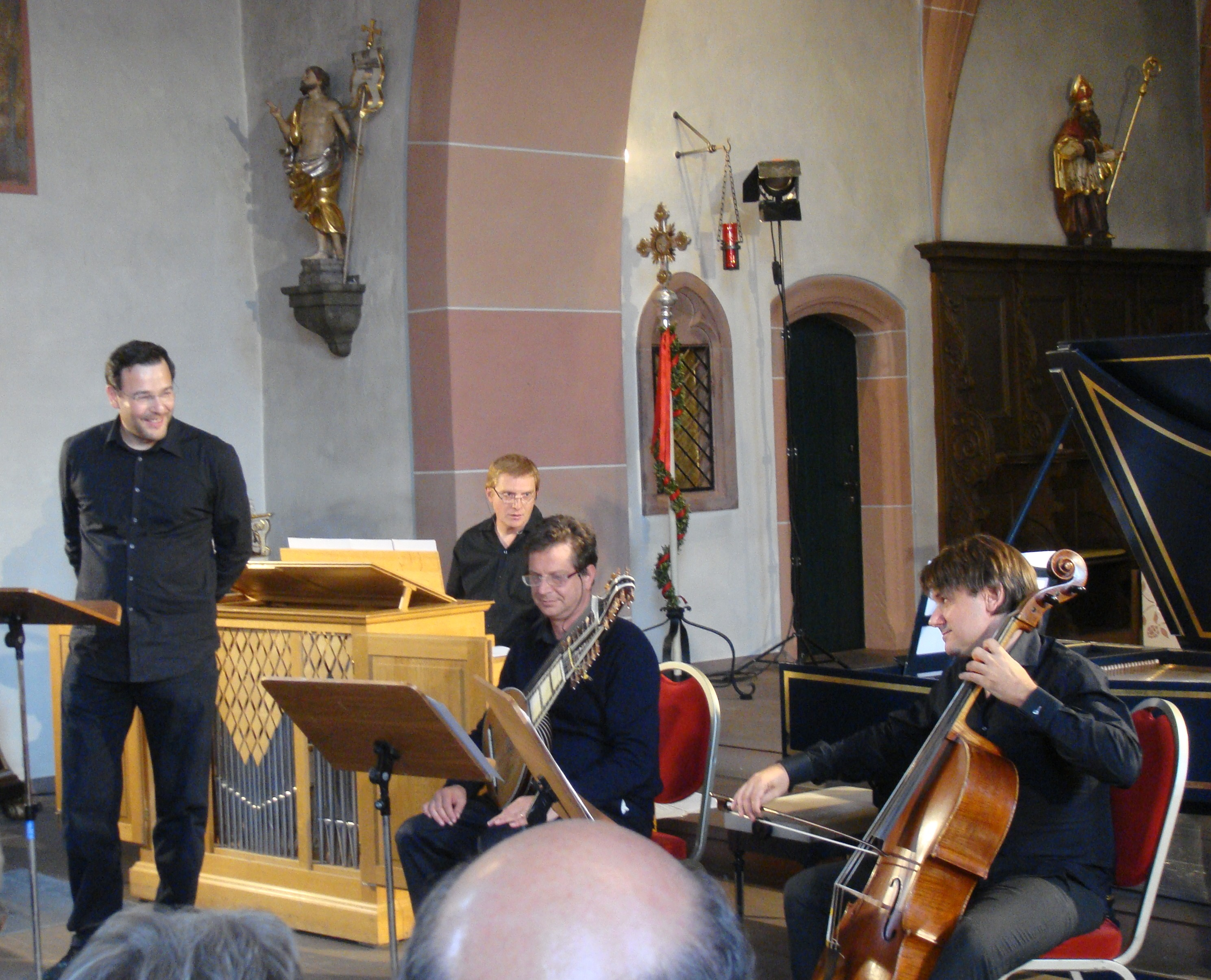
Andreas Scholl und Mitglieder des Barockorchesters Accademia Bizantina in einem Konzert des Rheingau Musik Festival 2011 in der Kirche von Hallgarten

1991 sang Scholl die Alt-Soli in Bachs Johannespassion mit Philippe Herreweghe in Antwerpen. 1995 trat er unter Leitung von René Jacobs in Bachs h-Moll-Messe auf. 1998 sang er zusammen mit seiner Schwester Elisabeth in Bachs Matthäuspassion in St. Martin, Idstein, mit Max Ciolek als Evangelist und Max van Egmond als Vox Christi. 1999 führte er mit der Nederlandse Bachvereniging unter Jos van Veldhoven unter anderem Bachs Missa in G (BWV 236) auf. In der New Yorker Avery Fisher Hall sang er Bachs Weihnachtsoratorium, geleitet von Ton Koopman. 2000 gastierte er mit der h-Moll-Messe in Japan, geleitet von Masaaki Suzuki.
2001 sang er in Händels Saul in Brüssel und übernahm die Titelpartie in Händels Solomon, geleitet von Paul McCreesh. In der Leipziger Thomaskirche sang er Bachs Johannespassion. Beim Bachfest Leipzig 2003 wirkte er in der Thomaskirche in Bachs h-Moll-Messe mit, die traditionell das Fest beschließt, zusammen mit Letizia Scherrer, Mark Padmore und Sebastian Noack, Chor und Orchester des Collegium Vocale Gent, geleitet von Philippe Herreweghe. 2006 sang er auf einer Europa-Tournee Bachs Solo-Kantaten Vergnügte Ruh, beliebte Seelenlust (BWV 170) und Geist und Seele wird verwirret (BWV 35) mit dem Orchester Accademia Bizantina. 2007 sang er erneut Saul, im Kloster Eberbach mit Trine Wilsberg Lund (Merab), Hannah Morrison (Michal), Andreas Karasiak (Jonathan) und der Schiersteiner Kantorei, geleitet von Martin Lutz. In der Berliner Philharmonie sang er Händels Messiah mit Solisten des Tölzer Knabenchors, dem Chor von Les Arts Florissants und den Berliner Philharmonikern, geleitet von William Christie. 2008 sang Scholl erstmals mit dem New York Philharmonic Orchestra im Lincoln Center, Messiah mit dem Westminster Symphonic Choir unter Leitung von Ton Koopman. 2010 wirkte er mit seiner Schwester in einer Aufführung von Messiah in the Marktkirche in Wiesbaden, mit Andreas Karasiak und dem Wiesbadener Knabenchor.
Beim Bachfest Leipzig 2011 wirkte er wieder in der Thomaskirche in Bachs h-Moll-Messe mit, zusammen mit Anna Prohaska, Marie-Claude Chappuis, Magnus Staveland, Johannes Weisser, dem Balthasar-Neumann-Chor und der Akademie für Alte Musik Berlin, geleitet von René Jacobs.
2011 debütierte Scholl beim Rheingau Musik Festival in drei Veranstaltungen eines Wochenendes, Interview, Rheingaureise zu drei historischen Kirchen und Opern-Recital mit seiner Schwester Elisabeth im Kloster Eberbach, mit Arien und Duetten aus Opern von Henry Purcell und Händel. Er sang in Händels Messiah in St. Martin, Idstein, mit Katia Plaschka, Ulrich Cordes und Markus Flaig.

## Auszeichnungen
- 1996: Baroque Vocal Prize bei den Grammophone Awards
- 1999: Prix de l’Union de la Presse Musicale Belge
- 1999: Echo – „Klassik Echo“ als bester Nachwuchskünstler des Jahres
- 2001: Edison Award der Niederlande
- 2002: Edison Award der Niederlande
- 2004: Vierteljahrespreis der Deutschen Schallplattenkritik 1/2004
- 2005: Echo – „Klassik ohne Grenzen“ für eine eigene Komposition (Projekt mit Wolfgang Joop)
- 2006: Singer of the Year der UK Classical BRIT Awards
- 2009: Europäischer Solistenpreis
- 2015: Rheingau Musikpreis des Rheingau Musik Festivals
- 2016: Mitglied der Akademie der Wissenschaften und der Literatur in Mainz[11]
- 2016: Hessischer Kulturpreis (zusammen mit seiner Ehefrau Tamar Halperin)[12]

## Diskografie
- 1995: Deutsche Barocklieder
- 1995: Antonio Vivaldi: Stabat Mater
- 1996: English Folksongs & Lute Songs mit Andreas Martin, Laute
- 1997: Kantate: German Baroque Cantatas, mit Basel Consort / Concerto Di Viole
- 1998: Cantatas for Solo Alto unter Philippe Herreweghe
- 1999: Georg Friedrich Händel: Ombra mai fu
- 1999: Heroes
- 1999: Giovanni Battista Pergolesi: Stabat Mater
- 2000: Antonio Vivaldi: Nisi dominus
- 2000: The Voice, Portrait-CD
- 2000: A Musical Banquet
- 2001: Johann Sebastian Bach: Johannes-Passion unter Philippe Herreweghe
- 2001: Wayfaring Stranger
- 2003: Arcadia
- 2004: The Merchant of Venice
- 2005: Arias for Senesino
- 2007: Il Duello Amoroso
- 2007: Andreas Scholl goes Pop (gemeinsam mit Orlando alias Roland Kunz)
- 2008: Crystal Tears
- 2010: Oswald von Wolkenstein – Songs of Myself mit Shield of Harmony
- 2010: Henry Purcell: Oh Solitude, Accademia Bizantina[13]
- 2012 Bach Solokantaten BWV 82, BWV 169 und BWV 200 mit dem Kammerorchester Basel (Leitung: Julia Schröder)
- 2012 Wanderer mit Tamar Halperin, Klavier
- 2014: Johann Sebastian Bach: Vergnügte Ruh, beliebte Seelenlust. Kantate BWV 170. Andreas Scholl (Altus), Chor und Orchester der J. S. Bach-Stiftung, Rudolf Lutz (Cembalo und Leitung). Samt Einführungsworkshop sowie Reflexion von Jürg Kesselring. DVD. Gallus Media, 2014.
- 2015: Antonio Vivaldi: Cum dederit aus Psalm 127 Nisi Dominus, in James Bond: Spectre
- 2017: Johann Sebastian Bach: Small gifts, mit Dorothee Oberlinger und dem Ensemble 1700. Deutsche Harmonia Mundi (2017).
- 2017: Oren Lavie, Heino Gaze u. a.: The Family Song Book, mit Tamar Halperin. Berlin (2017).
- 2019: Aaron Copland, Benjamin Britten u. a.: Twilight People, mit Tamar Halperin und Joseph Tawadros. Modern recordings (2019).
- 2020: Johann Sebastian Bach, Leo Brouwer: Canciones, mit Edin Karamazov (Laute). Aparte (2020).
- 2021: Alban Berg, Krzysztof Penderecki, Arnold Schönberg, Johann Sebastian Bach: De Profundis. Mit Sarah Traubel und dem Morphing Chamber Orchestra. Aparte (2021).

## Film
- Caesar der hohen Töne – Andreas Scholl und das Geheimnis des Countertenors. Dokumentarfilm, Deutschland, 2013, 52 Min., Buch und Regie: Manfred Scheyko, Produktion: Hessischer Rundfunk, arte, Erstsendung: 19. Januar 2014 bei arte, Inhaltsangabe von ARD.